# Statens Arkiver
Statens Arkiver (forkortet SA) var indtil 1. oktober 2014 en samlet betegnelse for de statslige arkiver i Danmark. Derefter kaldes hele organisationen Rigsarkivet efter organisationens hovedarkiv i København. Rigsarkivet er en offentlig institution under Kulturministeriet og indeholder dokumenter, der kan fortælle om de sidste 800 års Danmarkshistorie. Indtil slutningen af det 20. århundrede bestod samlingen primært af papirdokumenter, men i dag indsamler Statens Arkiver også elektroniske arkiver fra offentlige myndigheder og private personer.

## Om Rigsarkivet
Rigsarkivets formål er (ligesom tidligere Statens Arkiver) at indsamle og opbevare historisk arkivmateriale og stille det til rådighed for offentligheden.
Oprindeligt bestod Statens Arkiver af Rigsarkivet i København, fire landsarkiver med egen ledelse og to specialarkiver med egen ledelse, men som følge af organisatoriske ændringer skabtes i 2014 en enhedsorganisation blot kaldet Rigsarkivet med læsesale placeret i fem byer: Rigsarkivet, København (tidligere blot kaldet Rigsarkivet samt Landsarkivet for Sjælland), Rigsarkivet, Odense (tidligere kaldet Landsarkivet for Fyn og Dansk Data Arkiv), Rigsarkivet, Viborg (tidligere kaldet Landsarkivet for Nørrejylland) og Rigsarkivet, Aabenraa (tidligere kaldet Landsarkivet for Sønderjylland). Indtil d. 18. december 2015 fandtes også en læsesal i Aarhus kaldet Rigsarkivet, Aarhus (fra 1948 til 2014 dog kaldet Erhvervsarkivet), men fra 2016 varetages opgaverne af Rigsarkivet, Viborg.
Den samlede organisation havde 250 medarbejdere og var ledet af Rigsarkivar Asbjørn Hellum.

### Indsamling af arkivalier
Statens Arkiver indsamler på baggrund af Arkivloven arkiver fra de centrale danske myndigheder (ministerier, styrelser, forsvaret, m.fl.) samt lokale statslige myndigheder (domstole, politi, uddannelseinstituitoner og kirkelige myndigheder). De danske kommuner og regioner kan aflevere deres arkivalier til Statens Arkiver, men har også mulighed for at oprette egne lokalarkiver. Såkaldte §7-arkiver
Erhvervsarkivet indsamler arkiver fra virksomheder, organisationer fra erhvervslivet samt private personer.
Dansk Data Arkiv indsamler sundheds- og samfundsvidenskabelige undersøgelser i form af registre, databaser og andre oplysninger i elektronisk form.

### Tilgængeliggørelse af arkivalier
Papirdokumenterne fylder ca. 400.000 hyldemeter og dertil kommer de elektroniske arkiver. I arkivdatabasen daisy kan man finde indholdsfortegnelser over de arkiver, der findes i Statens Arkivers samlinger. Via daisy er der mulighed for at bestille arkivalier til Statens Arkivers fem læsesale. Der skal søges om adgang til arkivalier, som er omfattet af en tilgængelighedsfrist (75 år for materialer med oplysninger om enkeltpersoner).
Statens Arkiver formidler løbende arkivalier og historieforskning baseret på Statens Arkivers samling. Der er en række fastansatte forskere, der publicerer artikler, kildesamlinger og bøger. Sideløbende tilbyder Statens Arkiver kildepakker og undervisningsmateriale samt undervisningtilbud for alle klasser på folkeskole- og gymnasieniveau.
Udover at Statens Arkivers samling er kildegrundlag for forskning indenfor Historiefaget anvendes samlingen til forskellige formål, herunder Slægtsforskning, Journalistisk research, og endelig udlånes arkivalier til den afleverende myndighed.

## Historiske kilder til rådighed for alle
Statens Arkivers samlinger er tilgængelige for alle på arkivernes læsesale og på internettet via arkivalieronline.dk. Samlingerne dokumenterer i ord og billeder Danmarks historie, det danske demokratis og retsvæsens udvikling, store begivenheder og personligheder der har haft historisk betydning, konger og dronninger og helt almindelige danskeres liv og levned gennem tiderne. En del af arkivarene i Statens Arkiver forsker i arkivernes samlinger.
Visse dele af Statens Arkivers samlinger fra det 20. og 21. århundrede er endnu ikke tilgængelige, nogle af dokumenterne kan først ses når de er 60 og 75 år gamle. Reglerne for tilgængelighed står i Arkivloven og findes for at beskytte rigets sikkerhed og privatlivets fred.
Alle har mulighed for at søge om adgang til materiale, der endnu ikke er frit tilgængeligt.